# J
Jは、ラテン文字（アルファベット）の10番目の文字。小文字は j である。

## 字形

筆記体

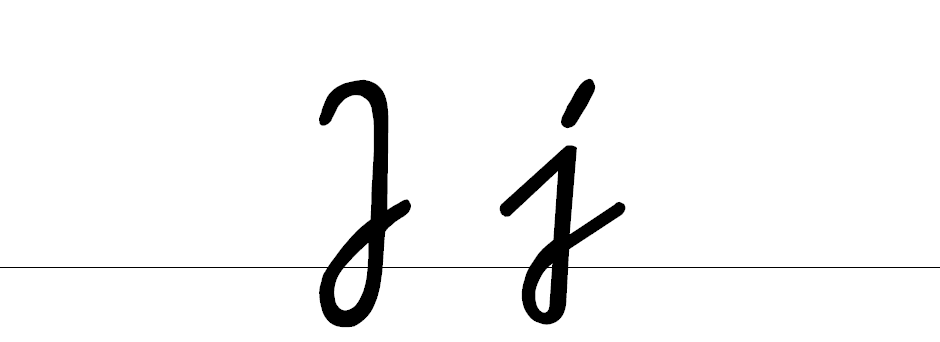
ジュッターリーン体

大文字は、縦棒の下が左に曲がった形である。しばしば折り返す。フラクトゥールは{\displaystyle {\mathfrak {J}}}で、書体によっては{\displaystyle {\mathfrak {I}}}(I) と区別が付かない（あるいは、もともと異体字であったIとJの区別を設けていない）。このため、記号としては{\displaystyle {\mathfrak {J}}}(J) を抜かすことがある（{\displaystyle {\mathfrak {I}}}(I) の次の記号に{\displaystyle {\mathfrak {K}}}(K) を使う）。また、T の筆記体と紛らわしいが、フラクトゥールで T は{\displaystyle {\mathfrak {T}}}のようであり、区別が付く。
小文字はミーンラインより下に書かれるが、ベースラインを越えて下に突き出す。このため、実質的な大きさはこれだけでも大文字と同等である。さらに、i同様、上に点を付ける。フラクトゥールは{\displaystyle {\mathfrak {j}}}。文字の上部に付けるダイアクリティカルマークが付く場合、普通は点を付けないで、ダイアクリティカルマークのみを付ける。
メイリオなど、書体によってはゴシック体でも上部にセリフが付く。手書きでもセリフ付きブロック体が用いられることがある。

## 歴史
ギリシャ文字の Ι（イオタ）に由来し、キリル文字の І, Ј と同系の文字である。元々は同一の文字で、基本形の I と、装飾として I の下部を伸ばして曲げた J の2形があった。例えば、ローマ数字の 23 が、XXIII ではなく XXIIJ と書かれた。
発音面では、ラテン語において語頭の I は半母音 [j] を表わしていたが、後期から次第に [j] を発声する際の舌の位置が上がって [dj] に変化しはじめ、古フランス語では [dʒ]、中期フランス語では [ʒ] となった。英語では、古フランス語の発音である [dʒ] が現在まで維持されている。
文字としての両者の区別は、1524年に始まる。en:Gian Giorgio Trissinoがイタリア語正書法について、口語的には別々の発音が文字では同一になっている事態を是正するため、母音 /i/ を I 、半母音 [j] を J と書き分けるよう提案した。同時に U と V の書き分けも提案され、時間はかかりつつも多くの言語に影響を及ぼした。
英語においては、1629年出版のジェームズ王欽定訳聖書が初めて I と J を区別したが、両者の混在は長く続き、18世紀のJohnsonの辞書でも I と J が同列に並べられていた。

## 呼称
- ドイツ語: jot（ヨット）[jɔt]
- イタリア語: i lunga（イルンガ＝長いI）
- オランダ語・ハンガリー語：イェー
- スウェーデン語・フィンランド語：イィー
- デンマーク語・ノルウェー語：ヨッド
- エスペラント：ヨー
- 英語: jay（ヂェイ）[dʒeɪ]
- フランス語：ジ [ʒi]
- トルコ語・ルーマニア語：ジェ [ʒe]
- スペイン語: jota（ホタ）、ijota（イホタ）
- ポルトガル語: jota（ジョッタ）
- インドネシア語：ジェー
- 日本語：ジェー [d͡ʑe̞ꜜː]、ジェイ [d͡ʑe̞ꜜi]
  - 日本放送協会（NHK）では、Jの発音・表記として「ジェー」を優先し、「ジェイ」を発音の幅として認められるとする。国語辞典でも「ジェー」で項目を立てるものがほとんどである[1]。

## 音価
文字 J は、半母音（硬口蓋接近音） [j] を表すのに用いられるほか、言語によっては以下のような音を表すのに用いられる。
- 有声後部歯茎摩擦音 [ʒ] - フランス語、ポルトガル語、トルコ語
- 有声後部歯茎破擦音 [dʒ] - 英語
- 無声軟口蓋摩擦音 [x] - スペイン語

東アジアの諸言語をラテン文字で転写する際には、[dʒ] の近似音を J で表すことが多い。有声音と無声音の区別がなく有気音と無気音を区別する言語では、無気音のほうに J が当てられる。その場合、J は無声音をも表すことになる。日本語のヤ行の子音等[j]の近似音は代わりにYで表すことが多い。
- 朝鮮語では、[dʒ]に近い有声音で発音されるㅈ（[dʑ]）に J が当てられている。大韓民国の文化観光部2000年式では無声音で[tɕ]と発音される場合でも母音が後続するなら J を用いる。ㅉは常に無声音で発音されるが jj となる。
- 中国語の漢語拼音では、J は無声歯茎硬口蓋破擦音の無気音[tɕ]を表す。
- 日本語のヘボン式ローマ字表記では、[dʒ]に近い「ジ」および「ジャ」行の子音[dʑ]に J が当てられている。ジャ行の表記において jy と表記されることもあるが、基本的には正しくない。なお訓令式では使用しない。

## Jの意味

### 学術的な記号・単位
- エネルギーの単位、発熱量、ジュール
- 虚数単位の記号
  - 電気工学では、電流を表す i と区別して、 i の代わりに j を虚数単位の記号に用いる（通常小文字）。
  - Pythonなどのプログラミング言語で、虚数単位の記号に用いる。
  - 数学分野では、四元数の虚数単位として用いられる
- 十九を意味する数字。二十進法以上(参照: 位取り記数法#Nが十を超過)において十九（十進法の19）を一桁で表すために用いられる。ただし、アルファベットの I と数字の 1 が混同し易いために、アルファベットの I を用いない（この場合、J が十八を意味する）例もある。
- J (プログラミング言語) - APLの後継にあたるプログラミング言語
- 医学や歯学領域で消毒剤としてのポビドンヨードや、ヨウ素を慣例的にJと略す。J綿球（ポビドンヨード綿球）や、JGパスタ(ヨードグリセリンパスタ製剤）など。ドイツ語のjodから。
- 素粒子物理学で内量子数（大文字・小文字）
- 量子力学で、交換積分を表す文字。交換相互作用を参照のこと。
- J/Ψ粒子の旧称、J粒子
- 数学やコンピュータ・プログラミングで、i, j, k はイテレータ、インデックス、整数の値をとる変数名としてよく使われる。

### その他の記号
- Japan（日本）の略としてよく用いられる（例：Jリーグ、JA、JT、J-POP、JAL、JR、JRA、J-PHONE、JOCなど）
  - 日本の自動車国際識別記号
  - なお、ISO 3166-1など、日本国の国名コードには、JP、JPNがよく使われる。過去にはJapが使われたが、英語で日本の蔑称にも使われたため、最近は避けられる。また、ISO 639など、日本語の言語名コードにはJAがよく使われる。
  - かつての国際電気通信連合条約の呼出符号では、大日本帝国時に「J」単独での使用が認められたが、第二次世界大戦で敗戦したため「J」1文字のコールサインは取り上げられた
  - サッカー・Jリーグの略称。1993年から1995年頃のJリーグブーム時には、商品名（「Jビーフ」「Jポーク」等）や作品名（『勇者警察ジェイデッカー』『キャプテン翼J』『仮面ライダーJ』等）にJを冠する事が流行した。
- トランプなどでジャック (11) を表す
- 鉄道のサインシステムにおいて、JR播但線、近鉄信貴線の路線記号として用いられる
- 不動産、建築において面積を表す畳 (単位)（帖）の代わりとしてJと表記することがある
- アステル・ウィルコムにおいて、日本無線製端末を表す記号

### 商品名・作品名・固有名等
車種
- インフィニティ・J - INFINITIの車種

小説・ドラマ・アニメの題名
- 五條瑛のサスペンス小説の題名
- 仮面ライダーJ - 日本の特撮ドラマ『仮面ライダーシリーズ』の劇場版作品、及びその主人公の名
- キャプテン翼J - 日本の漫画家・高橋陽一が原作の漫画『キャプテン翼』の小学生編を元に作られたアニメ作品

曲名
- プロレスラー、ジャンボ鶴田の入場曲（作曲：鈴木宏昌）
- Jへ - 李仙姫の楽曲。門倉有希や小柳ゆきなどがカバーした。
- J (奥井雅美の曲) - 奥井雅美のシングル。OVA『ジャングルDEいこう!』OPテーマ。
- J (桂銀淑の曲) - 桂銀淑のシングル
- J (アルバム) - ジェヒョンのアルバム

人名・団体名
- J (ミュージシャン) - LUNA SEAのベーシストで日本のミュージシャン
- J (ダンサー) - KoRocKのメンバーで日本の男性ダンサー
- ジャニーズの略として用いられることがある。「J禁」など。
- 漫画『魁!!男塾』および『曉!!男塾』『天より高く』の登場人物 ⇒男塾 (架空の学校)#J（ジェイ）
- 漫画『爆走兄弟レッツ&ゴー!!』の登場人物
- 漫画『BLOODY MONDAY』の登場人物
- ソルダード・J - アニメ『勇者王ガオガイガー』の登場人物
- アニメ『バトルスピリッツ 少年突破バシン』の登場人物
- アニメ『ポケットモンスター ダイヤモンド&パール』の登場人物 ⇒アニメ版ポケットモンスターの登場人物#J

## 符号位置
| 大文字 | Unicode | JIS X 0213 | 文字参照            | 小文字 | Unicode | JIS X 0213 | 文字参照            | 備考     |
| ------ | ------- | ---------- | ------------------- | ------ | ------- | ---------- | ------------------- | -------- |
| J      | U+004A  | 1-3-42     | &#x4A; &#74;        | j      | U+006A  | 1-3-74     | &#x6A; &#106;       |          |
| Ｊ     | U+FF2A  | 1-3-42     | &#xFF2A; &#65322;   | ｊ     | U+FF4A  | 1-3-74     | &#xFF4A; &#65354;   | 全角     |
| Ⓙ      | U+24BF  | ‐          | &#x24BF; &#9407;    | ⓙ      | U+24D9  | 1-12-35    | &#x24D9; &#9433;    | 丸囲み   |
| 🄙      | U+1F119 | ‐          | &#x1F119; &#127257; | ⒥      | U+24A5  | ‐          | &#x24A5; &#9381;    | 括弧付き |
| 𝐉      | U+1D409 | ‐          | &#x1D409; &#119817; | 𝐣      | U+1D423 | ‐          | &#x1D423; &#119843; | 太字     |

## 他の表現法
| フォネティックコード | モールス符号 |
| Juliet               | ・－－－     |

|        |          | ⠚    |
| 信号旗 | 手旗信号 | 点字 |